# Julian Schmidt
Heinrich Julian Schmidt (født 7. marts 1818 i Marienwerder, død 27. marts 1886 i Berlin) var en tysk litteraturhistoriker.
Schmidt studerede historie og filosofi i Königsberg, blev realskolelærer i Berlin, knyttedes 1847 til det kendte tidsskrift Die Grenzboten i Leipzig og blev året efter ejer af det sammen med sin nære ven Gustav Freytag. 1861—63 redigerede han Allgemeine Zeitung i Berlin. Sin egentlige betydning vandt Schmidt som litteraturhistoriker. Han udgav Geschichte der deutschen Nationalliteratur im 19. Jahrhundert (2 bind, 1853), som han senere omarbejdede og forøgede som Geschichte der deutschen Literatur seit Lessings Tod (3 bind, 1865—67). Derefter fulgte Bilder aus dem geistigen Leben unserer Zeit og Geschichte der deutschen Literatur von Leibniz bis auf unsere Zeit (5 bind). Schmidt, der modtog en kejserlig årsunderstøttelse, var som litteraturhistoriker ikke sikker i sin æstetiske dom. Han fremtræder som en ubetinget modstander af "det unge Tyskland", og man har det indtryk, at politiske synspunkter og sociale fordomme ofte bestemmer hans standpunkt. Hans værker blev tidlig forældede — han tåler ikke sammenligning med sin samtidige, Hermann Hettner.